# Kingston Council
Koordinaten: 36° 50′ S, 139° 51′ O

Der Kingston District Council ist ein lokales Verwaltungsgebiet (LGA) im australischen Bundesstaat South Australia. Das Gebiet ist 3338 km² groß und hat etwa 2350 Einwohner (2016).
Kingston liegt im Südosten von Südaustralien etwa 240 Kilometer südöstlich der Metropole Adelaide. Das Gebiet beinhaltet 13 Ortsteile und Ortschaften: Blackford, Bowaka, Cape Jaffa, Keilira, Kingston SE, Marcollat, Mount Benson, Port Caroline, Reedy Creek, Rosetown, Taratap, Tilley Swamp und Wangolina. Der Verwaltungssitz des Councils befindet sich in Kingston SE am südlichen Küstenstreifen der LGA, wo etwa 1650 Einwohner leben (2016).

## Verwaltung
Der Council von Kingston hat elf Mitglieder, zehn Councillor werden von den Bewohnern der vier Wards gewählt (vier aus Kingston und je zwei aus Blackford, Watervalley und Woolmit Ward). Diese vier Bezirke sind unabhängig von den Stadtteilen festgelegt. Der Ratsvorsitzende und Mayor (Bürgermeister) wird zusätzlich von allen Bewohnern des Districts gewählt.